# Eder Silva
Pour les articles homonymes, voir Silva.
Eder Silva Ferreira est un footballeur brésilien né le 7 avril 1983 dans l'État de São Paulo. Il évolue au poste de milieu de terrain.

## Biographie
Il joue 36 matchs en deuxième division brésilienne avec l'équipe du CA Bragantino.